# Cobànides

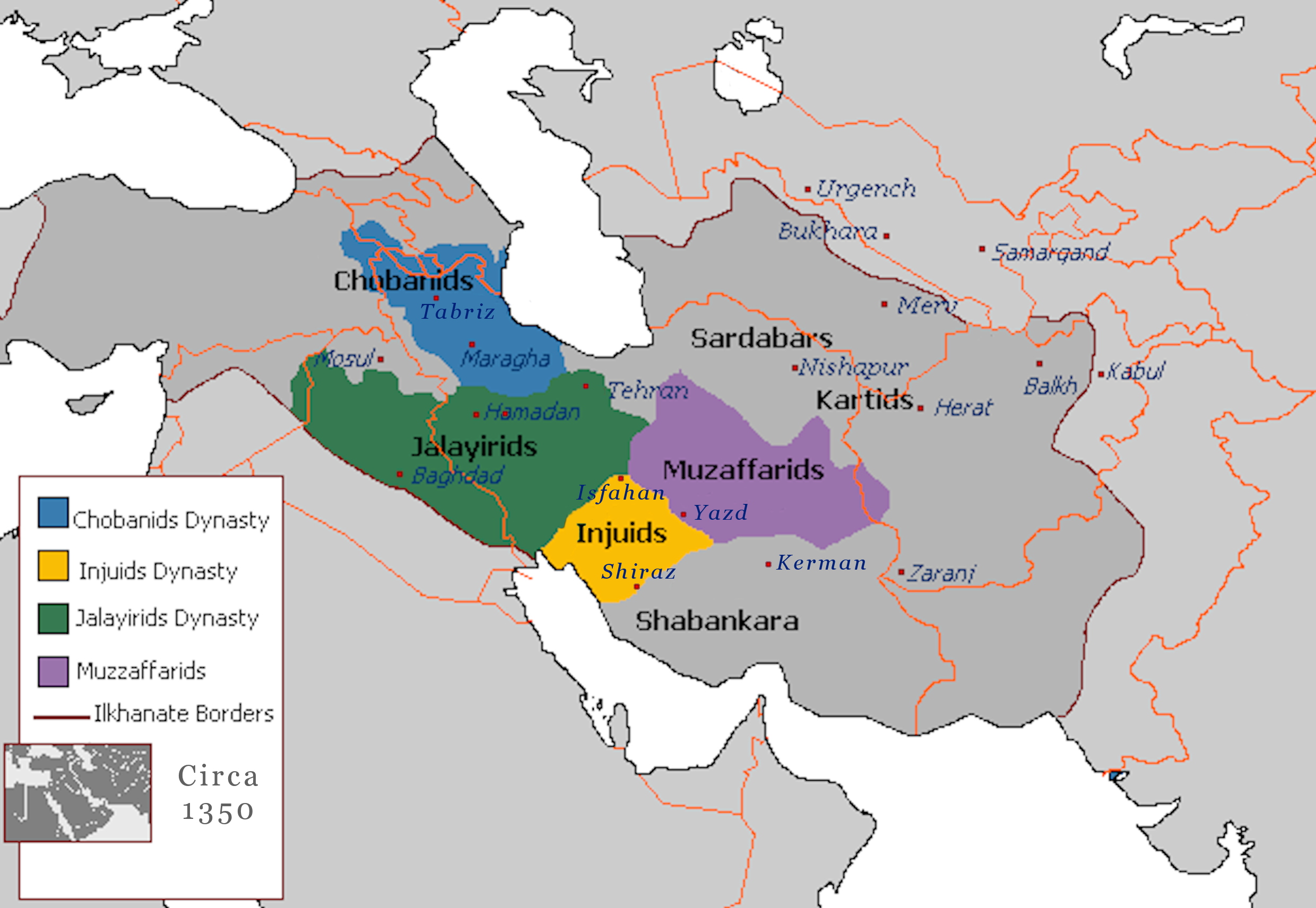
Fragmentació de l'ilkanat a la mort d'Abu Said Bahadur Khan

Cobànides o Cubànides (Čubànides o Čobànides, Cupànides o Copànides, Cupanites o Cubanites, persa سلسله امرای چوپانی Amir Chupani) fou una dinastia d'amirs mongols. Es consideraven descendents de Surghan Shira, de la tribu Sulduz, que havia salvat la vida a Genguis Kan.
Al servei dels Il-kan de Pèrsia van arribar a la preeminència al segle xiv, tenint la seva base de poder a l'Arran i l'Azerbaidjan i capital a Tabriz

## Història
Un membre de la família, l'amir Tudaun, va morir el 1277 en lluita contra els mamelucs a la batalla d'Elbistan. Va deixar un fill, Malik, que fou conegut com a amir Coban (amir Čoban); al servei de diversos il-kans, va contreure matrimoni amb princeses mongoles; va fer front a una conspiració de nobles el 1319, i se'n va sortir, però després fou apartat del poder per Abu Said Bahadur Khan i el 1327 va fugir a Herat on fou executat per la dinastia Kart. Alguns dels seus fills van poder fugir a territori de l'Horda d'Or o a Egipte; altres van morir.
Abu Said en va agafar personalment el comandament i marxava contra els invasors de l'Horda d'Or quan va morir als quarters de Karabakh el 30 de novembre de 1335. Una filla, Bagdad Khatun, casada amb Hasan Buzurg, fundador de la dinastia djalayàrida, es va divorciar d'aquest i es va casar amb Abu Said; acusada de la mort d'aquest fou executada per Arpa Khan, successor d'Abu Said.
Sota Arpa Khan, una neta de Coban, Delsad Khatun, va fugir cap al Diyarbakir, i el governador de la regió li va donar suport i es va enfrontar a l'il-kan al que va derrotar; després de diverses lluites en què membres de la família van estar al costat del kan o dels djalayàrides, Delsad Khatun es va acabar casant amb Hasan Buruzg. Mentre Hasan Kücük, net de Coban, va reagrupar la família i va derrotar els djalayàrides el 1338 i va formar un domini a l'Azerbaidjan amb seu a Tabriz. Poc després va posar a Sati Beg, germana d'Abu Said Bahadur Khan i vídua de Coban, al tron de Pèrsia. Sati Beg es va haver de casar amb Sulayman Khan un il-kànida controlat per Hasan. Després de diverses lluites els djalayàrides van aconseguir atreure bona part dels partidaris cobànides, però Hasan va conservar el poder fins a la seva mort el 1343. La lluita per la seva successió va enfrontar a Malik Ashraf, germà de Hasan, i altres prínceps, i el primer es va acabar imposant el 1344. Malik Ashraf va tenir nominalment al front de l'estat a kans titelles; un atac a Bagdad, en poder dels djalayàrides, va fracassar el 1347; el 1350 va intentar conquerir Siraz que estava en mans dels indjúides, igualment sense èxit. Progressivament va perdre suport i el 1357 els seus dominis foren atacats pel kan de l'Horda d'Or que van ocupar Tabriz. Malik Ashraf fou executat i la seva família portada a territori de l'Horda d'Or; altres membres van ser executats a Pèrsia i la dinastia va arribar al final. Alguns descendents viuen avui dia a Khurasan, sobretot a Mashad.

## Genealogia
|  |  |             |             |             |             |             |             |             |             |                 |                 |                 |                 |                 |                 |              |              |              |              |  |  | Amir Coban      |                 |                 |                 |                 |                 |  |  |              |              |              |              |              |              |  |  |               |               |               |               |               |               |  |  |  |  |  |  |  |  |  |  |  |  |  |  |  |  |  |  |  |  |  |  |  |  |  |  |  |  |  |  |  |  |  |  |
|  |  |             |             |             |             |             |             |             |             |                 |                 |                 |                 |                 |                 |              |              |              |              |  |  |                 |                 |                 |                 |                 |                 |  |  |              |              |              |              |              |              |  |  |               |               |               |               |               |               |  |  |  |  |  |  |  |  |  |  |  |  |  |  |  |  |  |  |  |  |  |  |  |  |  |  |  |  |  |  |  |  |  |  |
|  |  |             |             |             |             |             |             |             |             |                 |                 |                 |                 |                 |                 |              |              |              |              |  |  |                 |                 |                 |                 |                 |                 |  |  |              |              |              |              |              |              |  |  |               |               |               |               |               |               |  |  |  |  |  |  |  |  |  |  |  |  |  |  |  |  |  |  |  |  |  |  |  |  |  |  |  |  |  |  |  |  |  |  |
|  |  | Hasan Coban | Hasan Coban | Hasan Coban | Hasan Coban | Hasan Coban | Hasan Coban |             |             | Timurtaix Coban | Timurtaix Coban | Timurtaix Coban | Timurtaix Coban | Timurtaix Coban | Timurtaix Coban |              |              |              |              |  |  | Dimaskh Khwadja | Dimaskh Khwadja | Dimaskh Khwadja | Dimaskh Khwadja | Dimaskh Khwadja | Dimaskh Khwadja |  |  | Xaikh Mahmud | Xaikh Mahmud | Xaikh Mahmud | Xaikh Mahmud | Xaikh Mahmud | Xaikh Mahmud |  |  | Bagdad Khatun | Bagdad Khatun | Bagdad Khatun | Bagdad Khatun | Bagdad Khatun | Bagdad Khatun |  |  |  |  |  |  |  |  |  |  |  |  |  |  |  |  |  |  |  |  |  |  |  |  |  |  |  |  |  |  |  |  |  |  |
|  |  | Hasan Coban | Hasan Coban | Hasan Coban | Hasan Coban | Hasan Coban | Hasan Coban |             |             | Timurtaix Coban | Timurtaix Coban | Timurtaix Coban | Timurtaix Coban | Timurtaix Coban | Timurtaix Coban |              |              |              |              |  |  | Dimaskh Khwadja | Dimaskh Khwadja | Dimaskh Khwadja | Dimaskh Khwadja | Dimaskh Khwadja | Dimaskh Khwadja |  |  | Xaikh Mahmud | Xaikh Mahmud | Xaikh Mahmud | Xaikh Mahmud | Xaikh Mahmud | Xaikh Mahmud |  |  | Bagdad Khatun | Bagdad Khatun | Bagdad Khatun | Bagdad Khatun | Bagdad Khatun | Bagdad Khatun |  |  |  |  |  |  |  |  |  |  |  |  |  |  |  |  |  |  |  |  |  |  |  |  |  |  |  |  |  |  |  |  |  |  |
|  |  |             |             |             |             |             |             |             |             |                 |                 |                 |                 |                 |                 |              |              |              |              |  |  |                 |                 |                 |                 |                 |                 |  |  |              |              |              |              |              |              |  |  |               |               |               |               |               |               |  |  |  |  |  |  |  |  |  |  |  |  |  |  |  |  |  |  |  |  |  |  |  |  |  |  |  |  |  |  |  |  |  |  |
|  |  |             |             |             |             | Hasan Kücük | Hasan Kücük | Hasan Kücük | Hasan Kücük | Hasan Kücük     | Hasan Kücük     |                 |                 | Màlik Aixraf    | Màlik Aixraf    | Màlik Aixraf | Màlik Aixraf | Màlik Aixraf | Màlik Aixraf |  |  | Delsad Khatun   | Delsad Khatun   | Delsad Khatun   | Delsad Khatun   | Delsad Khatun   | Delsad Khatun   |  |  |              |              |              |              |              |              |  |  |               |               |               |               |               |               |  |  |  |  |  |  |  |  |  |  |  |  |  |  |  |  |  |  |  |  |  |  |  |  |  |  |  |  |  |  |  |  |  |  |